# Solopysky (Domoušice)
Solopysky (německy Solopisk) jsou vesnice, část obce Domoušice v okrese Louny. Nachází se v údolí potoka Hasiny asi 3,5 km na severovýchod od Domoušic. V roce 2009 zde bylo evidováno 105 adres. V roce 2011 zde trvale žilo 172 obyvatel.
Solopysky leží v katastrálním území Solopysky u Loun o rozloze 6,67 km².
Prochází tudy železniční trať Most–Rakovník, na které je zastávka Solopysky, a silnice III. třídy. Poblíž vesnice se nachází přejezd VÚD.

## Historie
První písemná zmínka o obci pochází z roku 1349. Do dvacátých let 20. století se podle jízdního řádu vesnice jmenovala Solopisky.

## Obyvatelstvo
|           | 1869 | 1880 | 1890 | 1900 | 1910 | 1921 | 1930 | 1950 | 1961 | 1970 | 1980 | 1991 | 2001 | 2011 |
| --------- | ---- | ---- | ---- | ---- | ---- | ---- | ---- | ---- | ---- | ---- | ---- | ---- | ---- | ---- |
| Obyvatelé | 273  | 338  | 353  | 376  | 432  | 495  | 499  | 366  | 363  | 307  | 248  | 192  | 175  | 172  |
| Domy      | 36   | 47   | 54   | 61   | 67   | 72   | 102  | 106  | 92   | 90   | 79   | 91   | 89   | 90   |